# 平原派
平原派（へいげんは、フランス語: La Plaine）または沼沢派（しょうたくは、フランス語: Le Marais）は、フランス革命期の国民公会における中道派の名称。

## 概要
議場内において、右翼のジロンド派と左翼のジャコバン派（山岳派）との中間の低い位置に議席を占めたのが名称の由来だが、これら三派はいずれも今日の政党のような組織体ではない。
山岳派やジロンド派は考え方の近い個々人が集まり、相互交流、時に政策調整を図るグループだったが、平原派は両派に属さない議員の寄せ集めで、一層浮動的なグループだった。
平原派は国民公会議員の多数派で最大議席数を形成し、国民公会の議題、現状、雰囲気次第でジロンド派にも山岳派にも与した。初めはジロンド派の側についていたが、ルイ16世の処刑や恐怖政治の開始にあたっては山岳派を後押しし、後に山岳派を見限ってテルミドールの反動を開始した。